# Christian Petzold (Komponist)
Christian Petzold (* 1677 in Weißig bei Königstein; † 2. Juni 1733 in Dresden; auch: Pezold) war ein deutscher Organist und Komponist.

## Leben
Petzold wurde als Sohn eines Steinbrechers geboren. Er war ab 1703 Organist an der Sophienkirche in Dresden, von 1709 an auch Kammerkomponist am dortigen Hof. Für die Einweihung der Silbermann-Orgel in der Sophienkirche komponierte er 1720 eine Kantate. Ausgedehnte Konzertreisen führten ihn 1714 nach Paris und 1716 nach Venedig. Johann Mattheson zählte Petzold zu den berühmtesten Orgelspielern seiner Zeit. Er war Lehrer von Carl Heinrich Graun und Johann Gotthilf Ziegler.

## Werke
Von Petzolds Werken sind nur wenige erhalten: offenbar nur noch eine Kantate, betitelt mit „Meine Seufzer, meine Klagen“ zum 13. Sonntag nach Trinitatis, drei Triosonaten, zwei Partiten für Viola d’amore, zwei Suites de Clavecin, eine Suite und eine Toccata für Cembalo sowie eine Sammlung von 25 Cembalostücken Recueil de 25 concerts pour le clavecin.
Petzolds bekannteste Kompositionen sind zwei Menuette G-dur und g-moll für Cembalo oder Clavichord, die Anna Magdalena Bach in ihr „Notenbüchlein“ von 1725 übernommen hat. Da dieses Notenbuch umfangreiche autographe Niederschriften von Johann Sebastian Bach enthält, und da man bis weit ins 20. Jahrhundert hinein noch nicht zwischen den Handschriften Anna Magdalenas und Johann Sebastians unterscheiden konnte, wurden auch die Eintragungen der beiden Menuette, die ohne Angabe des Komponisten als Nr. 4 und 5 des Notenbuchs erscheinen, für Autographe Bachs gehalten. Daher wurde Johann Sebastian Bach allgemein als ihr Komponist angesehen (BWV Anh. 114 und 115). Erst 1979 konnte Hans-Joachim Schulze die Stücke in einer Suite de Clavecin von Petzold nachweisen.